# Marcus Furius Camillus
Pour les articles homonymes, voir Camille et Marcus Furius Camillus (consul en 8).
Marcus Furius Camillus dit Camille est un général et un homme d'État romain, actif durant la première moitié du IVe siècle av. J.-C., issu d'une famille patricienne, l'une des plus anciennes et des plus nobles, la gens Furia.
Plutarque lui consacre une biographie dans ses Vies parallèles des hommes illustres et Tite-Live le présente comme un des plus brillants chefs d’armée que la République romaine ait connus. Ses nombreuses victoires et la prise de Véies, cité étrusque rivale de Rome, marquent le début de la lente mais inexorable expansion territoriale romaine.
De nombreux éléments de la vie de Camille sont considérés comme légendaires par la recherche moderne.

## Famille
Il est membre des Furii Camilli, branche de la gens patricienne Furia. Il est le fils de Lucius Furius Medullinus, tribun consulaire en 432, 425 et 420 av. J.-C., et le petit-fils de Spurius Furius Medullinus Fusus, consul en 464 av. J.-C. Son nom complet est Marcus Furius L.f. Sp.n. Camillus. Il est le père de Lucius Furius Camillus (ru), consul en 349 av. J.-C. et de Spurius Furius Camillus, préteur en 366 av. J.-C.

## Biographie

### Censeur (-403)
Selon Tite-Live, Camille a pu être élu tribun consulaire en 403 av. J.-C., mais il paraît plus probable qu'il ait été élu censeur ou tribun consulaire à pouvoirs censoriaux, avec Marcus Postumius Albinus Regillensis pour collègue. Les deux censeurs incitent les célibataires romains à épouser les veuves, nombreuses à cause des guerres fréquentes, sous peine d'amende et accroissent les ressources publiques en supprimant la dispense d'impôt dont bénéficient les orphelins. Selon Plutarque, ces mesures ont surtout pour objectif de renflouer le trésor public vidé après les nombreuses campagnes militaires de ces dernières années.

« Camille et Postumius, pendant leur censure, obligèrent ceux qui avaient vieilli dans le célibat à verser au trésor public une somme d'argent à titre d'amende. [...] "La nature, en vous donnant la vie, vous fait une loi de la communiquer à d'autres. Et vos parents, en vous élevant, vous ont imposé une obligation où votre honneur est engagé, celle d'élever vous-mêmes une postérité. Ajoutez que le sort lui-même vous a accordé un assez long délai pour l'accomplissement de ce devoir et cependant vous avez laissé passer vos années, sans vous donner les titres d'époux ni de père. Allez donc et versez cet argent que vous aimez bien, pour qu'il serve à la grande famille des citoyens." »

— Valère Maxime, Faits et dits mémorables, II, 9, 1

### Guerre contre Véies

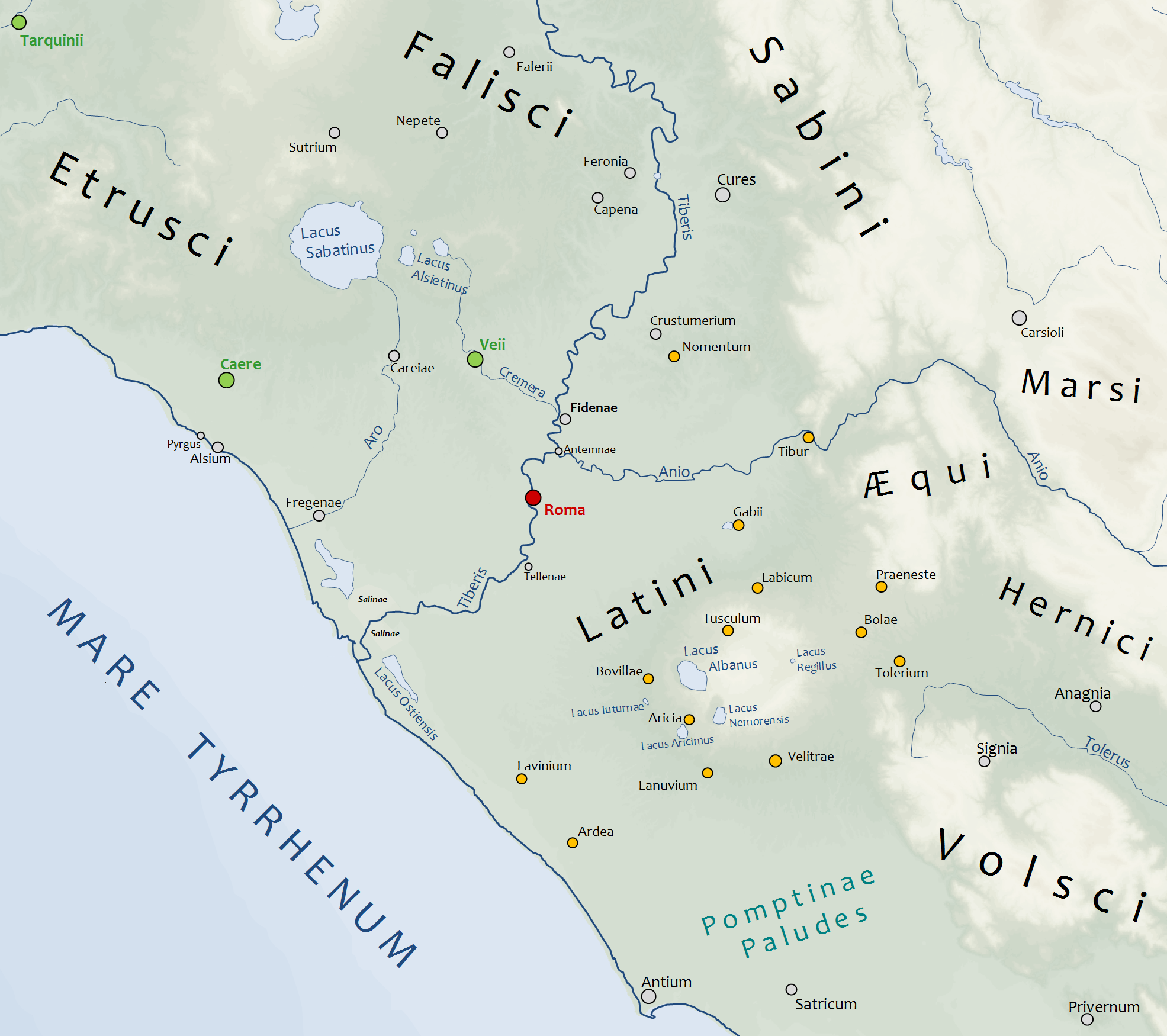
Les différents peuples dans le Latium au

#### Premier tribunat consulaire (-401)
En 401 av. J.-C., Camille est élu tribun militaire à pouvoir consulaire avec cinq autres collègues, tous patriciens. Les tribuns reprennent et partagent les commandements militaires et poursuivent la longue guerre contre Véies et ses alliés étrusques. Tandis que ses collègues affrontent les Véiens, les Volsques d'Anxur et les Capénates, Camille mène une campagne contre Faléries.

#### Deuxième tribunat consulaire (-398)
En 398 av. J.-C., Camille est tribun consulaire pour la deuxième fois, avec cinq autres collègues, de nouveau tous patriciens. La plupart des tribuns sont appelés à relever les commandants du siège infructueux de Véies, sans parvenir à y mettre eux-mêmes un terme. Pendant ce temps, Camille mène une campagne contre les Capénates, alliés des Véiens, et se taille une réputation d'habile général en revenant chargé de butin.

#### Premier interrègne (-396)
Le collège de tribuns consulaires en exercice en 397 av. J.-C. est contraint d'abdiquer avant la fin du mandat annuel à cause d'une élection jugée irrégulière. Des interrois se succèdent, dont Camille, pour organiser de nouvelles élections.

#### Première dictature (-396)

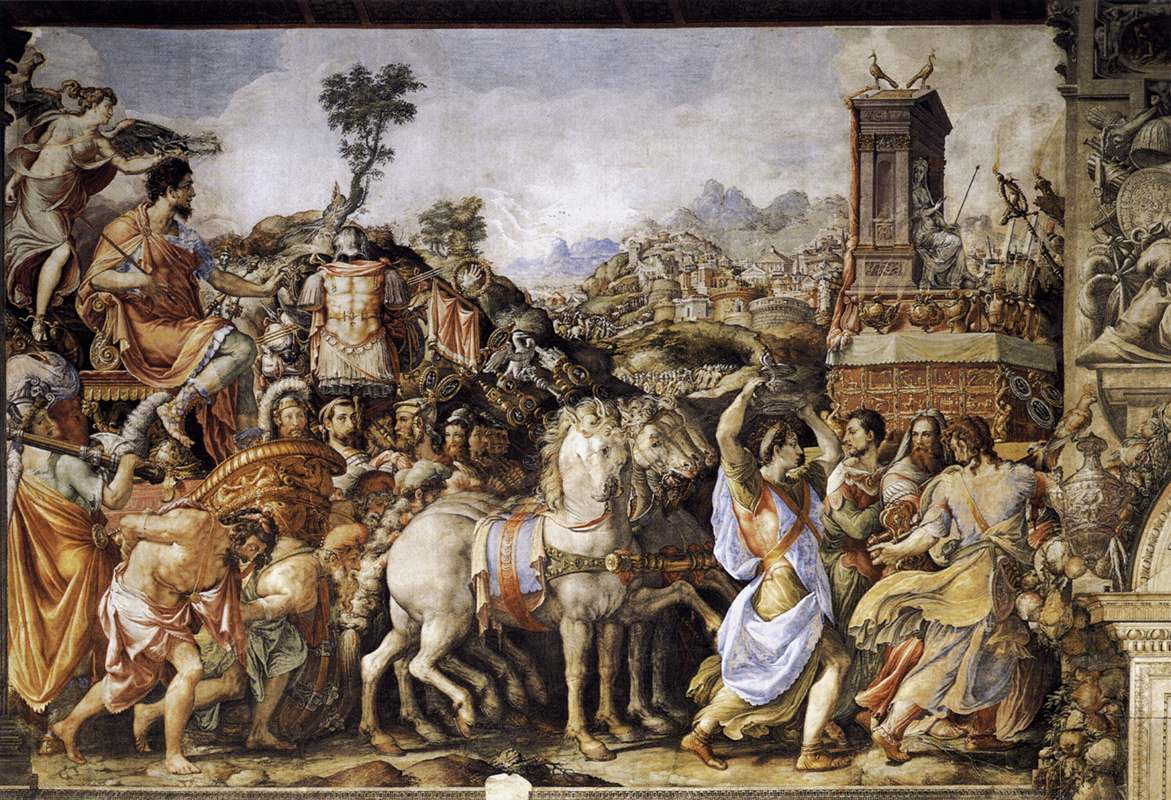
« Triomphe de Furius Camillus », Francesco Salviati, 1545.

Les tribuns consulaires de 396 av. J.-C. subissent des revers militaires face aux Falisques et aux Capénates, entraînant la mort de l'un d'eux, Cnaeus Genucius Augurinus. Le Sénat recourt à la dictature pour prendre en main les différentes opérations militaires et mettre un terme au siège de Véies. Il choisit Camille qui s'est fait remarquer avec ses victoires sur les Capénates deux ans plus tôt. Ce dernier nomme Publius Cornelius Maluginensis comme maître de cavalerie.
Camille, présenté comme l'instrument du destin menant à bien une mission religieuse (dux fatalis), défait les Falisques et les Capénates et s'empare de la ville de Véies qu'il met à sac, après un siège de dix ans. Il ordonne que les prisonniers de Véies soient mis en vente en tant qu'esclaves, ce qui constitue peut-être la première réduction en esclavage massive de l'histoire romaine. De retour à Rome, Camille célèbre un triomphe en grande pompe. En tant que dictateur, il choisit un emplacement sur l'Aventin pour un temple dédié à Junon Reine et dédie le temple de Mater Matuta selon deux vœux prononcés avant la bataille de Véies, puis il abdique.
La répartition du butin ternit cette victoire. Camille, avec l’assentiment du Sénat, a laissé ses soldats et les citoyens romains volontaires s’emparer de tout le butin de la prise de Véies. Or il avait fait avant la bataille la promesse de consacrer à Apollon le dixième du butin. Ne pouvant honorer sa promesse étant donné que le butin se retrouve dispersé parmi le peuple, les pontifes décident que chacun rapporterait le dixième de son butin personnel pour se libérer de l’engagement fait au dieu, mesure qui rend Camille impopulaire. Finalement, devant les difficultés soulevées par l'application de cette décision, les pontifes déclarent que ceux qui veulent se libérer, eux et leur famille, de cette dette de religion peuvent estimer eux-mêmes la valeur de leur butin et en rapporter le dixième du prix au trésor.

« Il fallut [...] en venir à des moyens fâcheux et user même de violence contre des soldats pauvres qui avaient beaucoup souffert dans cette guerre et à qui l'on redemandait une si forte partie d'un bien que la plupart avaient déjà dépensé. Camille, troublé par leurs reproches, et n'ayant pas de bonne excuse à leur donner, eut recours à la plus mauvaise de toutes et avoua publiquement qu'il avait oublié son vœu. Le peuple n'en fut que plus irrité. »

— Plutarque, Vies parallèles, Camille, 8

### Troisième tribunat consulaire et exil (-394/-391)

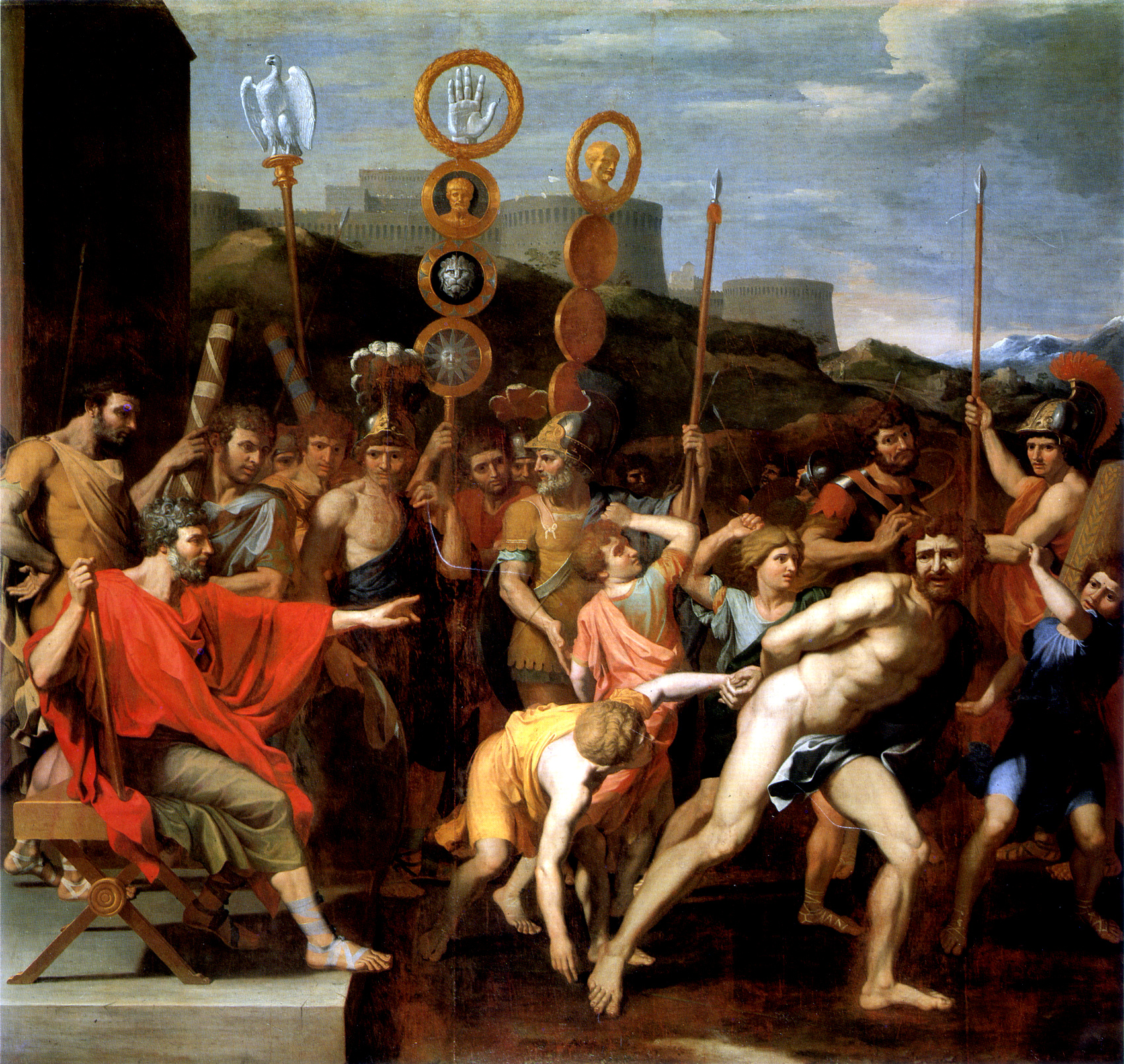
« Camille livre le maître d'école de Faléries à ses écoliers », Nicolas Poussin, 1637.

Camille est tribun consulaire pour la troisième fois en 394 av. J.-C. avec cinq autres collègues, tous patriciens. Tandis que deux de ses collègues mènent une campagne contre les Èques, Camille contraint la ville de Faléries à la reddition,. Selon la tradition, Camille s'empare de Faléries sans combat, grâce au sens de la justice dont il fait preuve au cours de l'épisode du maître d'école durant lequel Camille refuse que lui soient livrés en otages les fils des principaux dignitaires de la cité assiégée. Toutefois, ce succès diplomatique provoque un fort ressentiment parmi les troupes romaines qui se voient privées de butin, la ville n'ayant pas été mise à sac.

« Les Falisques [...] se confiaient en la bonté de leurs fortifications [...] [et] les enfants se rendaient à l'école publique et sortaient hors des murs avec leur maître. [...] Le maître d'école, qui, par le moyen de ses élèves, voulait livrer les Falisques aux Romains, les menait tous les jours hors de la ville. [...] Enfin, les ayant un jour tous rassemblés, il donne à dessein dans les premières gardes des ennemis et, leur remettant ces enfants entre les mains, il demande qu'on le présente à Camille. [...] Camille, révolté d'une si noire perfidie, [...] commande qu'on déchire les habits de cet homme, qu'on lui lie les mains derrière le dos et qu'on donne des verges et des courroies aux enfants, afin qu'ils ramènent ce traître dans la ville en le frappant sans relâche. Cependant les Falisques avaient reconnu la trahison de leur maître d'école et toute la ville était [...] dans la plus grande consternation [...] lorsque tout à coup ils voient paraître leurs enfants qui ramenaient leur maître nu et lié, en le frappant de verges et appelant Camille leur dieu, leur sauveur et leur père. À cette vue, [...] tous les autres citoyens, pénétrés d'admiration pour Camille, ont unanimement le même désir de s'en rapporter à sa justice. Ils s'assemblent sur-le-champ et lui envoient des députés pour se remettre à sa discrétion. »

— Plutarque, Vies parallèles, Camille, 10
À la fin de 392 av. J.-C., Camille est un des trois interrois qui se succèdent pour mener à bien les élections consulaires. Après deux années de rétablissement du consulat, les nouvelles élections débouchent à nouveau sur la formation d'un collège de tribuns consulaires. Le consulat n'est rétabli qu'en 367 av. J.-C.
En 391 av. J.-C., Camille est accusé de s'être illégalement approprié une part du butin de Véies, une porte en bronze qui aurait été vue chez lui, par le questeur Spurius Carvilius. Malgré ses succès électoraux et militaires, Camille ne bénéficie plus du soutien du peuple après le vœu oublié et l'issue pacifique du siège de Faléries. Il est poursuivi en justice par le tribun de la plèbe Lucius Apuleius pour l'affaire du butin et choisit l'exil avant que sa condamnation ne soit prononcée. Alors qu'il quitte la ville, Tite-Live et Plutarque lui prêtent un discours menaçant envers ses concitoyens, en appelant aux dieux pour que les Romains regrettent bientôt de lui avoir fait subir cette injustice. Il est condamné par contumace à une amende de 15 000 as,.

### Deuxième dictature (-390)

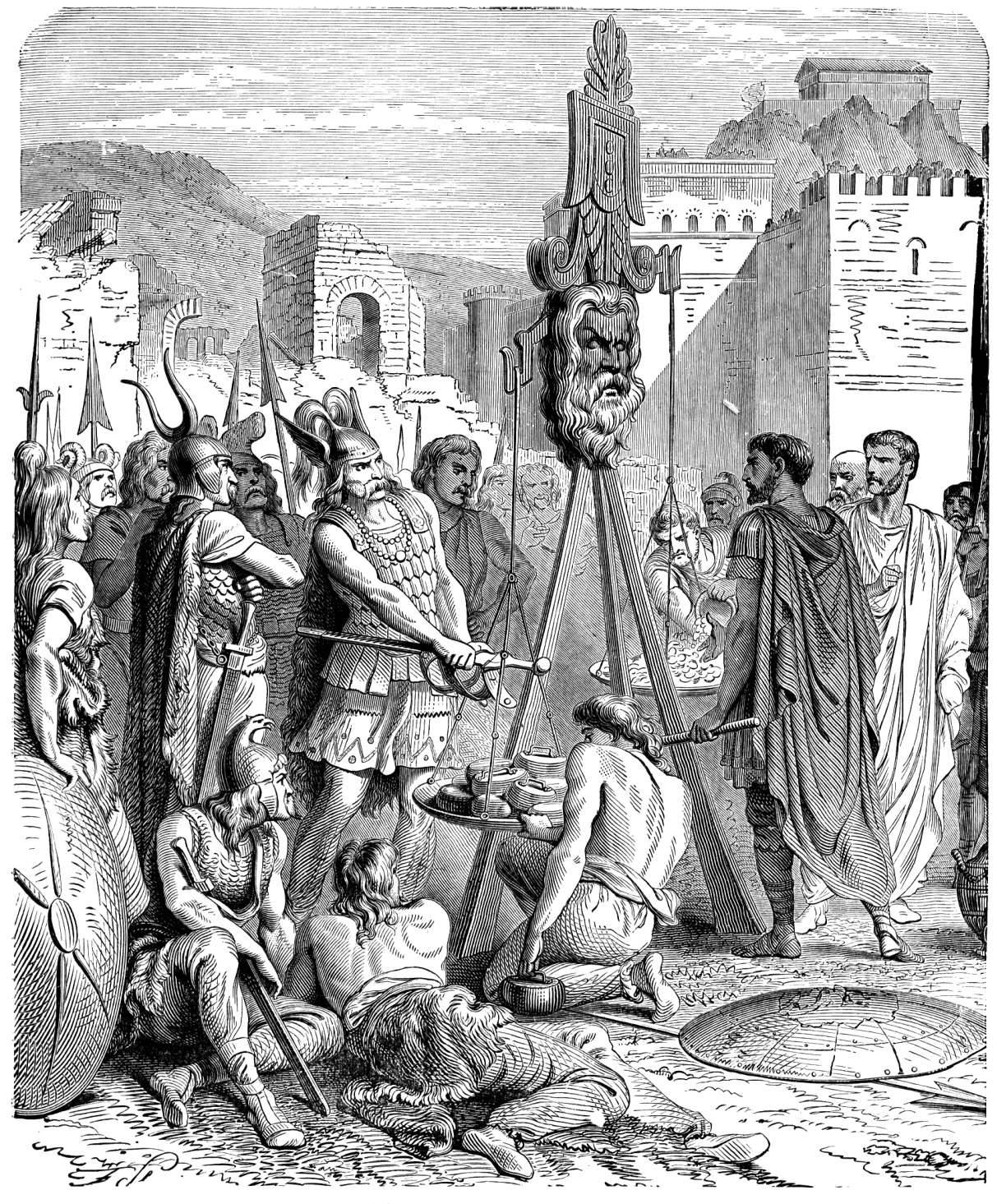
« Brennus posant son épée sur la balance » dans Histoire de France en cent tableaux de Paul Lehugeur, 1886.

En 390 av. J.-C., la victoire des Gaulois à la bataille de l'Allia leur ouvre la route de Rome qui est assiégée. Selon la tradition, les Romains parviennent à se retrancher sur le Capitole et à repousser les assauts ennemis grâce à l'action de Marcus Manlius Capitolinus. Toutefois, il est probable que les Gaulois aient en fait réussi à s'emparer de la citadelle romaine.
Il semble que le procès de Camille qui se conclut par son exil, c'est-à-dire sa disparition temporaire de la scène politique romaine, soit une invention de l'annalistique romaine pour dissocier le héros romain du désastre de l'Allia. Il peut ainsi être présenté comme l'homme providentiel rappelé officiellement d'exil par le Sénat afin d'être nommé dictateur et reprendre en main les opérations militaires contre les Gaulois. Tite-Live le fait donc intervenir à la tête d'une armée composée de survivants du désastre de l'Allia, arrivant à Rome au moment où Brennus, le chef gaulois, exige depuis le forum des Romains réfugiés au Capitole qu’ils lui versent une somme d’or déterminée par une balance sur le contrepoids duquel il ajoute le poids de son épée, lançant la célèbre formule « Vae Victis ! ». Selon Tite-Live, Camille lui répond que « les Romains ont appris de leurs pères à sauver la patrie par le fer, non par l’or » et oblige les Gaulois à la bataille, lors de laquelle ces derniers sont vaincus. Camille aurait ainsi sauvé l’honneur militaire des Romains en récupérant la rançon, leur évitant une des plus grandes humiliations de l'histoire romaine. Cette version des faits permet à l'auteur antique de confronter Brennus à Camille et de souligner le tempérament belliqueux du premier face à l'attitude artificiellement calme du deuxième.
La succession de ces évènements est aujourd'hui considérée comme une invention de l'annalistique du Ier siècle. Une autre version rapportée par le géographe grec Strabon semble indiquer que les Gaulois ont en fait réussi à quitter Rome avec la rançon. Tout comme Polybe, il ne fait pas mention d'une intervention de Camille, les Gaulois étant défaits en territoire sabin par les troupes de Caeré qui restituent la rançon aux Romains. En remerciement, ces derniers accordent aux habitants de Caeré quelques droits conférés par la citoyenneté romaine (hospitium publicum).
Selon la tradition, Rome est entièrement dévastée, sauf le Capitole qui a résisté aux Gaulois. Le peuple et les tribuns de la plèbe envisagent d'abandonner le site et de s'installer à Véies. Camille les en dissuade, plaidant l'impossibilité de quitter le sol consacré aux dieux protecteurs de Rome et encourage la reconstruction des temples et des maisons.

### Campagnes contre les voisins de Rome

#### Troisième dictature (-389)
Alors que commence la reconstruction de Rome, Camille est nommé une nouvelle fois dictateur en 389 av. J.-C. avec Caius Servilius Ahala pour maître de cavalerie. Il défait successivement les Volsques, les Èques et les Étrusques qui viennent de s'emparer de Sutrium. Ce triple succès militaire lui vaut l'honneur de célébrer un triomphe et permet aux Romains d'annexer une partie du territoire des Volsques. Diodore de Sicile place la bataille opposant Camille aux Gaulois de Brennus cette année-là. Selon lui, Camille l'emporte et récupère la rançon.

#### Quatrième tribunat consulaire (-386)
En 386 av. J.-C., il est élu tribun militaire à pouvoir consulaire avec cinq collègues, tous patriciens. Ces derniers lui confient le commandement pour combattre une nouvelle coalition composée d'éléments étrusques, volsques, herniques et latins. Camille prend d’assaut la ville volsque de Satricum puis reprend les cités de Sutrium et de Népété aux Etrusques. Selon l'elogium dédié à Camille dans le forum d'Auguste, Camille mène également des opérations militaires contre Velitrae (sed[ato] Velitern[orum bello]),.

#### Cinquième tribunat consulaire (-384)
Camille est tribun consulaire pour la cinquième fois en 384 av. J.-C. avec cinq collègues patriciens. Il fait transférer le tribunal jugeant Marcus Manlius Capitolinus, arrêté l'année précédente pour perduellio, dans le bois Pétilien, afin que les débats se déroulent hors de la vue du Capitole, associé dans l'esprit des Romains aux exploits passés de Capitolinus. Les tribuns de la plèbe Marcus Menenius et Quintus Publilius qui mènent l'accusation obtiennent la condamnation et l'exécution de Capitolinus pour haute trahison,.

#### Sixième tribunat consulaire (-381)
Camille est élu tribun militaire à pouvoir consulaire une sixième et dernière fois en 381 av. J.-C. avec cinq collègues patriciens. Il reprend en main la campagne contre les Volsques après l'échec de son collègue Lucius Furius Medullinus. Il défait les Volsques et ramène Tusculum dans l'alliance romaine,.

#### Quatrième dictature (-368)
L’œuvre de Camille ne se limite pas aux champs de bataille. Il est désigné dictateur pour la quatrième fois en 368 av. J.-C. en raison de son prestige, pour empêcher le vote en force des lois licinio-sextiennes, projet qui réserve une des deux magistratures consulaires à un plébéien. Selon Tite-Live, Camille ne parvient pas à faire fléchir la résolution des tribuns de la plèbe Caius Licinius Stolon et Lucius Sextius Lateranus malgré sa menace de lever une armée et d'enrôler tout le peuple sous l'autorité militaire. Camille démissionne de sa dictature.

#### Cinquième dictature (-367)
L'année suivante en 367 av. J.-C., de nouveau dictateur malgré son grand âge, Camille mène sa dernière action militaire : il défait à Albanum des Gaulois qui ont de nouveau envahi l'Italie, mettant temporairement un coup d'arrêt aux tentatives d'invasions gauloises. Selon Plutarque, Camille a préparé cette bataille en améliorant l’armement du soldat romain : casque en métal, bouclier renforcé de métal et usage des javelots même dans les combats au corps à corps, pour parer les coups d'épée. De ces indications, certains historiens ont crédité Camille d'une réforme de l'armée romaine et son fonctionnement, dont peut-être le camp construit chaque soir.
Toujours dictateur, Camille doit faire face à Rome à une nouvelle tentative du tribun Caius Licinius Stolon de faire voter ses projets de loi. Selon Tite-Live qui donne peu de détails sur cet épisode, Camille est impuissant à lui faire barrage. Plutarque présente une version plus favorable : quittant le Forum sous la pression de la foule, Camille fait le vœu d'élever un temple à la Concorde si la paix civile revient, ce qui arrive.

## Le paradoxe camillien
« Quant à Furius Camillus, parmi tant de faits remarquables qu’on rapporte à son propos, le plus singulier et le plus étrange, c’est que cet homme qui remporta tant de succès éclatants à la tête des armées, qui fut nommé cinq fois dictateur, qui célébra quatre triomphes et fut inscrit comme second fondateur de Rome, ne fut pas une seule fois consul »

— Plutarque, Vies parallèles, Camille, 1, 1
Plutarque explique ensuite ce paradoxe : Camille a été plusieurs fois tribun militaire à pouvoir consulaire, magistrature qui remplace à l'époque le consulat.

« Il mérita d'être appelé, après Romulus, le second fondateur de la ville de Rome »

— Tite-Live, Histoire romaine, VII

## Analyses modernes
Camille est sans conteste la figure dominante de cette période de l'histoire romaine dans la tradition tardive. Les sources utilisées par Tite-Live pour reconstruire la succession des évènements de cette période ont aujourd'hui disparu et il est dès lors difficile de faire la part entre la réalité et la fiction. Il semble que la tradition telle qu'elle est rapportée par Tite-Live soit déjà bien ancrée au début du Ier siècle av. J.-C. Il apparaît toutefois clairement que Tite-Live a réarrangé la succession des faits pour faire de Camille le personnage central des cinquième et sixième livres de son Histoire romaine. En effet, le cinquième livre débute en 403 av. J.-C., année où Camille occupe sa première magistrature, tandis que le sixième livre s'achève en 367 av. J.-C., année de sa dernière magistrature attestée.
Si l'existence historique de Camille n'est pas remise en cause, les annalistes antiques se sont servis de lui pour en faire un personnage fort, empreint de religiosité (pietas), symbole des Romains de cette époque, lui donnant « la stature d'un instrument du destin ». La figure de Camille est alors utilisée comme modèle du chef à l'esprit chevaleresque qui respecte le droit même quand cela contrevient à ses propres intérêts et qui se conforme en tout point à la volonté des dieux. Ces différents traits de caractère sont illustrés dans la tradition par des anecdotes comme l'épisode du maître d'école de Faléries ou par l'état d'esprit que lui prête Tite-Live lorsqu'il part en exil pour Ardée. Ainsi, la figure de Camille se rapproche de celle de Romulus et ce n'est pas un hasard si, selon les auteurs antiques, Camille aurait hérité du surnom de « second fondateur de Rome » après qu'il a convaincu ses concitoyens de ne pas quitter Rome détruite, autrement dit « second Romulus ».
Bien qu'il existe une certaine base historique pour le personnage de Camille, Georges Dumézil démontre dans Mythe et épopée III (1973) et Fêtes romaines d'été et d'automne (1975) comment la légende de Camille s'inscrit largement dans un ensemble de mythes indo-européens que les premières sources romaines avaient recouvert du vernis de l'histoire. Une analyse minutieuse de toutes les preuves expose notamment Camille comme le protégé de la déesse de l'aube, Mater Matuta, qui lui accorde des victoires contre ses ennemis chaque fois que les batailles ont lieu à l'aube,. L'histoire du maître d'école falisque est également rapprochée de deux rites des Matralia.
Pour Nicholas Horsfall, « les événements de 390 - ou plutôt de 387/6 - sont, dans la forme où ils ont été transmis, un inextricable fatras de récits étiologiques, d'apologies familiales, de doublets et de transferts de l'histoire grecque. ». Ainsi, le nom du chef des Sénons, Brennus, qui n'apparaît qu'à partir de Tite-Live (il ne figure ni chez Polybe ni chez Diodore de Sicile), reflète probablement le nom du chef des Celtes qui ont fait une incursion en Grèce en 280/279. Venceslas Kruta et Valerio Manfredi considèrent que Camille et Marcus Manlius Capitolinus étaient morts lors de l'invasion gauloise et que leur présence dans le récit n'a pas d'autre objet que de sauver l'honneur romain. Enfin, le récit de la prise de Rome s'inspire de la prise d'Athènes par les Perses.

## Représentations artistiques
Francesco Salviati, Triomphe de Camilius après la conquête de la ville de Véies en 396 av. J.-C., au Palazzo Vecchio.